# Dłużek (jezioro w gminie Jedwabno)

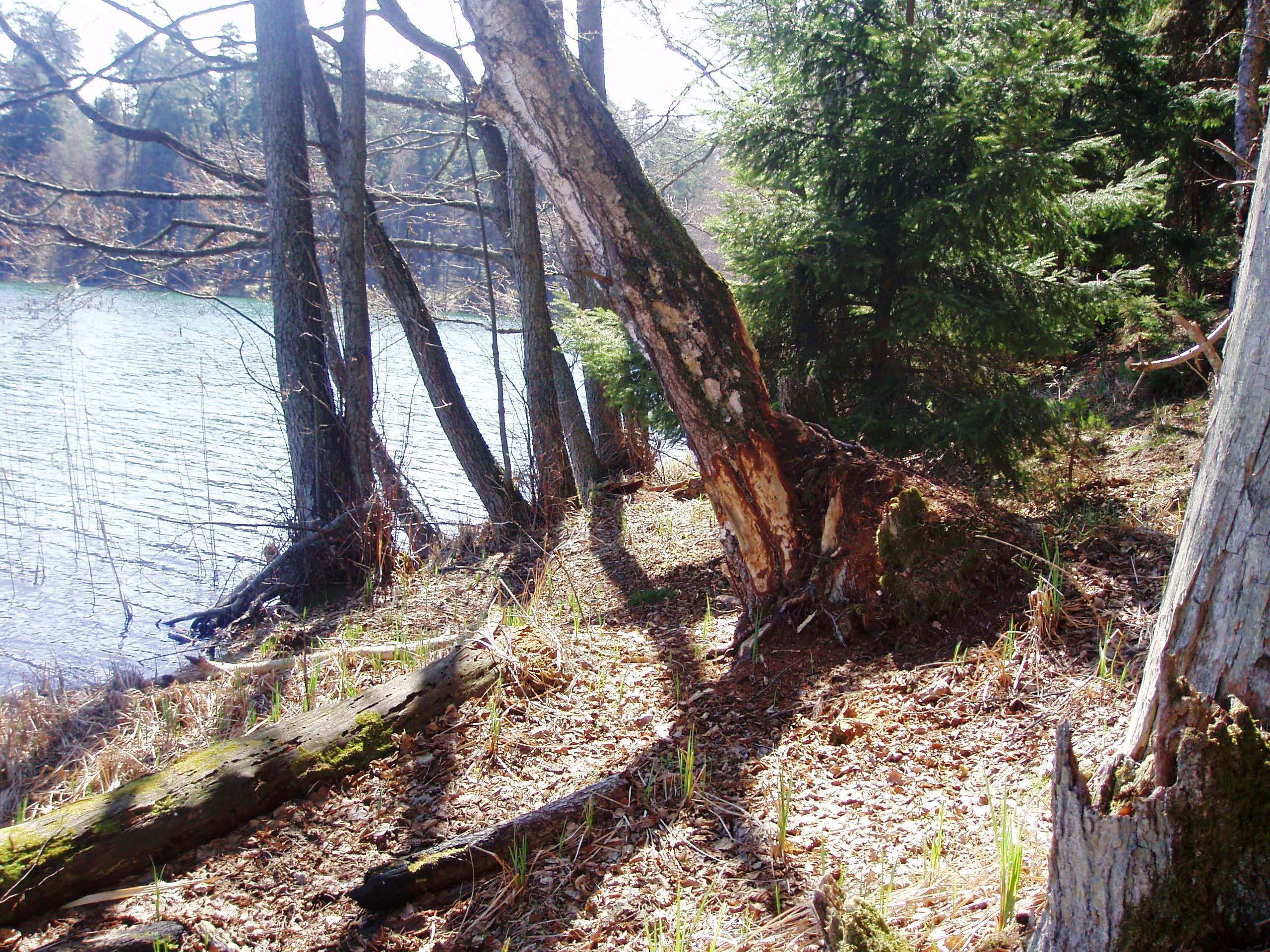
Na nadbrzeżnej sośnie widoczne ślady żerowania bobrów

Dłużek (niem. Dlusker See)– jezioro w woj. warmińsko-mazurskim, w pow. szczycieńskim, w gminie Jedwabno.
Jest to jezioro otwarte, typu sielawowego, wypływa z niego struga, która następnie wpływa do rzeki Czarna.

## Grupa jezior
Jest to jedno z jezior usytuowanych na zachodniej granicy powiatu, w dwóch równoległych rynnach, ciągnących się z północy na południe. W jednej z nich jest jezioro Dłużek, w drugiej jeziora Łabuny Wielkie, Łabuny Małe, Czarne, Przyjamy, Kwiatkowo i Kociołek. z wyjątkiem małych leśnych oczek, wszystkie jeziora są odpływowe i znajdują się w zlewni rzeki Czarnej, która jest dopływem Omulwi. Na południu tej grupy przebiega droga krajowa nr 58, która m.in. łączy Szczytno i Nidzicę, natomiast wzdłuż jezior, z południa na północ ciągną się drogi gruntowe. Wszystkie jeziora położone są w lesie.

## Opis jeziora
Powierzchnia zwierciadła wody według różnych źródeł wynosi od 219,0 ha do 233,8 ha.
Zwierciadło wody położone jest na wysokości 136,2 m n.p.m. lub 136,7 m n.p.m. Średnia głębokość jeziora wynosi 12,5 m, natomiast głębokość maksymalna 38,0 m.
Jezioro wąskie i mocno wydłużone najpierw z północy na południe, potem zmienia kierunek na południowy wschód i znów na południe. Z południowej części wypływa struga do Czarnej. Brzegi są wysokie i strome, w większości otoczone lasem. Jedynie na południu pozostałości pól należących do wsi Dłużek. Obecnie przeważa tu zabudowa letniskowa.
Dojazd ze Szczytna drogą krajową nr 58 w stronę Nidzicy, do wsi Dłużek. Jest tu duże osiedle domków letniskowych, pola namiotowe i kąpieliska. Większa część jeziora wciąż dzika, aby tam dojechać, trzeba od wsi pojechać drogami gruntowymi na północ, wzdłuż brzegów.